# Jeux panaméricains de 2019
Navigation
Édition précédente Édition suivante
Les Jeux panaméricains de 2019, dix-huitième édition des Jeux panaméricains, ont lieu du 26 juillet au 11 août 2019 à Lima, au Pérou.

## Désignation de la ville hôte
Lima est désignée comme ville hôte des Jeux panaméricains de 2019 le 11 octobre 2013 à Toronto.. Trois autres villes étaient candidates à cette organisation : Santiago au Chili, Ciudad Bolívar au Venezuela et La Punta en Argentine. Le vote des 57 membres de l'Organisation sportive panaméricaine donna 31 voix pour Lima contre 9 pour La Punta et Santiago et 8 pour Ciudad Bolívar.
| Ville          | CNO       | 1er tour |
| Lima           | Pérou     | 31       |
| La Punta       | Argentine | 9        |
| Santiago       | Chili     | 9        |
| Ciudad Bolívar | Venezuela | 8        |

## Organisation

### Site des compétitions
- Estadio Nacional : cérémonie d'ouverture
- Estadio San Marcos : football

## Compétition

### Nations participantes

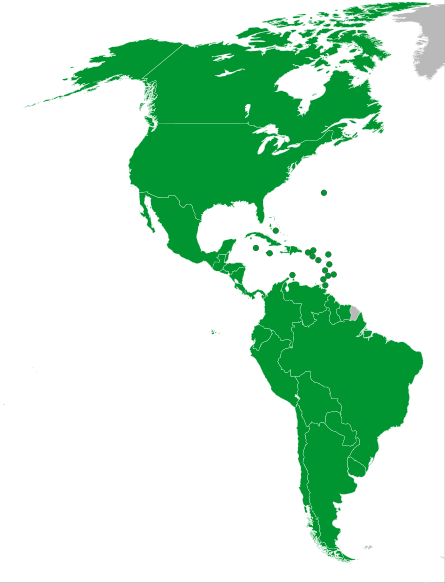
Carte des 41 nations participantes.

Les 41 nations de l'Organisation sportive panaméricaine participent aux Jeux panaméricains de 2019.
- Antigua-et-Barbuda
- Argentine
- Aruba
- Bahamas
- Barbade
- Belize
- Bermudes
- Bolivie
- Brésil
- Canada
- Chili
- Colombie
- Costa Rica
- Cuba
- Dominique
- Équateur
- États-Unis
- Salvador
- Grenade
- Guatemala
- Guyana
- Haïti
- Honduras
- Îles Caïmans
- Îles Vierges britanniques
- Îles Vierges des États-Unis
- Jamaïque
- Mexique
- Nicaragua
- Panama
- Paraguay
- Pérou
- Porto Rico

- République dominicaine
- Sainte-Lucie
- Saint-Christophe-et-Niévès
- Saint-Vincent-et-les-Grenadines
- Suriname
- Trinité-et-Tobago
- Uruguay
- Venezuela

### Sports
Le culturisme et le surf font leur apparition au programme des Jeux panaméricains tandis que la pelote basque est réintégrée après son absence en 2015
| - Athlétisme - Aviron - Badminton - Baseball - Basket-ball - Beach-volley - Bowling - Boxe - Canoë-kayak - Culturisme - Cyclisme - BMX - Cyclisme sur route - Cyclisme sur piste - VTT - Équitation - Escrime - Football | - Golf - Gymnastique - Gymnastique artistique - Gymnastique rythmique - Trampoline - Haltérophilie - Handball - Hockey sur gazon - Judo - Karaté - Lutte - Sports aquatiques - Natation - Natation synchronisée - Plongeon - Water-polo | - Pelote basque - Pentathlon moderne - Racquetball - Roller - Rugby à 7 - Ski nautique - Softball - Squash - Surf - Taekwondo - Tennis - Tennis de table - Tir sportif - Tir à l'arc - Triathlon - Voile - Volley-ball |

### Calendrier
Les Jeux panaméricains de 2019 se déroulent officiellement du vendredi 26 juillet au dimanche 11 août. Pour des raisons de calendrier, certaines des épreuves (bowling, handball, softball, squash et volley-ball) débutent quelques jours avant la cérémonie d'ouverture.
| CO | Cérémonie d'ouverture | ● | Épreuve(s) | 1 | Finale d'épreuve officielle | CC | Cérémonie de cloture |

| Juillet/Août       | Juillet/Août          | 24 Mer | 25 Jeu | 26 Ven | 27 Sam | 28 Dim | 29 Lun | 30 Mar | 31 Mer | 1 Jeu | 2 Ven | 3 Sam | 4 Dim | 5 Lun | 6 Mar | 7 Mer | 8 Jeu | 9 Ven | 10 Sam | 11 Dim | Épreuves |
| ------------------ | --------------------- | ------ | ------ | ------ | ------ | ------ | ------ | ------ | ------ | ----- | ----- | ----- | ----- | ----- | ----- | ----- | ----- | ----- | ------ | ------ | -------- |
| Cérémonies         | Cérémonies            |        |        | CO     |        |        |        |        |        |       |       |       |       |       |       |       |       |       |        | CC     | NC       |
| Sports aquatiques  | Natation synchronisée |        |        |        |        |        | ●      |        | 2      |       |       |       |       |       |       |       |       |       |        |        | 2        |
| Sports aquatiques  | Plongeon              |        |        |        |        |        |        |        |        | 2     | 2     | 2     | 2     | 2     |       |       |       |       |        |        | 10       |
| Sports aquatiques  | Nage en eau libre     |        |        |        |        |        |        |        |        |       |       |       | 2     |       |       |       |       |       |        |        | 2        |
| Sports aquatiques  | Natation              |        |        |        |        |        |        |        |        |       |       |       |       |       | 8     | 7     | 9     | 6     | 6      |        | 36       |
| Sports aquatiques  | Water-polo            |        |        |        |        |        |        |        |        |       |       |       | ●     | ●     | ●     |       | ●     | ●     | 2      |        | 2        |
| Athlétisme         | Athlétisme            |        |        |        | 2      |        |        |        |        |       |       |       | 2     |       | 5     | 6     | 10    | 11    | 10     | 2      | 48       |
| Aviron             | Aviron                |        |        |        |        |        |        |        |        |       |       |       |       |       | ●     | ●     | 4     | 5     | 5      |        | 14       |
| Badminton          | Badminton             |        |        |        |        |        | ●      | ●      | ●      | ●     | 5     |       |       |       |       |       |       |       |        |        | 5        |
| Baseball           | Baseball              |        |        |        |        |        | ●      | ●      | ●      | ●     | ●     | ●     | 1     |       |       |       |       |       |        |        | 1        |
| Basket-ball        | Basket-ball           |        |        |        | ●      | ●      | 2      |        | ●      | ●     | ●     | ●     | 1     |       | ●     | ●     | ●     | ●     | 1      |        | 4        |
| Pelote basque      | Pelote basque         |        |        |        |        |        |        |        |        |       |       |       | ●     | ●     | ●     | ●     | ●     | ●     | 10     |        | 10       |
| Culturisme         | Culturisme            |        |        |        |        |        |        |        |        |       |       |       |       |       |       |       |       |       | 2      |        | 2        |
| Boxe               | Boxe                  |        |        |        | ●      | ●      | ●      | ●      |        | 7     | 8     |       |       |       |       |       |       |       |        |        | 15       |
| Bowling            | Bowling               |        | ●      |        | 2      | ●      | ●      | 2      |        |       |       |       |       |       |       |       |       |       |        |        | 4        |
| Canoë-kayak        | Slalom                |        |        |        |        |        |        |        |        |       | ●     | ●     | 6     |       |       |       |       |       |        |        | 6        |
| Canoë-kayak        | Course en ligne       |        |        |        | 1      | 2      | 5      | 4      |        |       |       |       |       |       |       |       |       |       |        |        | 12       |
| Cyclisme           | BMX                   |        |        |        |        |        |        |        |        |       |       |       |       |       |       |       | ●     | 2     |        | 2      | 4        |
| Cyclisme           | BMX                   |        |        |        |        | 2      |        |        |        |       |       |       |       |       |       |       |       |       |        |        | 2        |
| Cyclisme           | Cyclisme sur route    |        |        |        |        |        |        |        |        |       |       |       |       |       |       | 2     |       |       | 2      |        | 4        |
| Cyclisme           | Cyclisme sur piste    |        |        |        |        |        |        |        |        | 3     | 2     | 3     | 4     |       |       |       |       |       |        |        | 12       |
| Équitation         | Dressage              |        |        |        |        | ●      | 1      |        | 1      |       |       |       |       |       |       |       |       |       |        |        | 2        |
| Équitation         | Complet               |        |        |        |        |        |        |        |        |       | ●     | ●     | 2     |       |       |       |       |       |        |        | 2        |
| Équitation         | Saut d'obstacle       |        |        |        |        |        |        |        |        |       |       |       |       |       | ●     | 1     |       | 1     |        |        | 2        |
| Escrime            | Escrime               |        |        |        |        |        |        |        |        |       |       |       |       | 2     | 2     | 2     | 2     | 2     | 2      |        | 12       |
| Haltérophilie      | Haltérophilie         |        |        |        | 3      | 4      | 4      | 3      |        |       |       |       |       |       |       |       |       |       |        |        | 14       |
| Hockey sur gazon   | Hockey sur gazon      |        |        |        |        |        | ●      | ●      | ●      | ●     | ●     | ●     | ●     | ●     |       | ●     | ●     | 1     | 1      |        | 2        |
| Football           | Football              |        |        |        |        | ●      | ●      |        | ●      | ●     |       | ●     | ●     |       | ●     | ●     |       | 1     | 1      |        | 2        |
| Golf               | Golf                  |        |        |        |        |        |        |        |        |       |       |       |       |       |       |       | ●     | ●     | ●      | 3      | 3        |
| Gymnastique        | Artistique            |        |        |        | 1      | 1      | 2      | 5      | 5      |       |       |       |       |       |       |       |       |       |        |        | 14       |
| Gymnastique        | Rythmique             |        |        |        |        |        |        |        |        |       | ●     | 2     | 3     | 3     |       |       |       |       |        |        | 8        |
| Gymnastique        | Trampoline            |        |        |        |        |        |        |        |        |       |       |       | ●     | 2     |       |       |       |       |        |        | 2        |
| Handball           | Handball              | ●      | ●      |        | ●      |        | ●      | 1      | ●      | ●     | ●     |       | ●     | 1     |       |       |       |       |        |        | 2        |
| Judo               | Judo                  |        |        |        |        |        |        |        |        |       |       |       |       |       |       |       | 3     | 3     | 4      | 4      | 14       |
| Karaté             | Karaté                |        |        |        |        |        |        |        |        |       |       |       |       |       |       |       |       | 4     | 5      | 5      | 14       |
| Lutte              | Lutte                 |        |        |        |        |        |        |        |        |       |       |       |       |       |       | 5     | 4     | 5     | 4      |        | 18       |
| Pentathlon moderne | Pentathlon moderne    |        |        | ●      | 1      | 1      | 2      | 1      |        |       |       |       |       |       |       |       |       |       |        |        | 5        |
| Racquetball        | Racquetball           |        |        |        |        |        |        |        |        |       | ●     | ●     | ●     | ●     | ●     | 4     | ●     | ●     | 2      |        | 6        |
| Roller             | Figure                |        |        | ●      | 2      |        |        |        |        |       |       |       |       |       |       |       |       |       |        |        | 2        |
| Roller             | Vitesse               |        |        |        |        |        |        |        |        |       |       |       |       |       |       |       |       | 2     | 4      |        | 6        |
| Rugby à sept       | Rugby à sept          |        |        | ●      | ●      | 2      |        |        |        |       |       |       |       |       |       |       |       |       |        |        | 2        |
| Ski nautique       | Ski nautique          |        |        |        | ●      | ●      | 7      | 3      |        |       |       |       |       |       |       |       |       |       |        |        | 10       |
| Softball           | Softball              |        | ●      |        | ●      | ●      | ●      | ●      | ●      | 1     |       |       | ●     | ●     | ●     | ●     | ●     | ●     | 1      |        | 2        |
| Squash             | Squash                |        | ●      | ●      | 2      | 3      | ●      | ●      | 2      |       |       |       |       |       |       |       |       |       |        |        | 7        |
| Surf               | Surf                  |        |        |        |        |        | ●      | ●      | ●      | ●     | 2     | ●     | 6     |       |       |       |       |       |        |        | 8        |
| Taekwondo          | Taekwondo             |        |        |        | 4      | 4      | 4      |        |        |       |       |       |       |       |       |       |       |       |        |        | 12       |
| Tennis             | Tennis                |        |        |        |        |        | ●      | ●      | ●      | ●     | ●     | 3     | 2     |       |       |       |       |       |        |        | 5        |
| Tennis de table    | Tennis de table       |        |        |        |        |        |        |        |        |       |       |       | ●     | 1     | 2     | 2     | ●     | ●     | 2      |        | 7        |
| Tir                | Tir                   |        |        |        | 1      | 2      | 2      | 2      | 1      | 2     | 2     | 3     |       |       |       |       |       |       |        |        | 15       |
| Tir à l'arc        | Tir à l'arc           |        |        |        |        |        |        |        |        |       |       |       |       |       |       | ●     | ●     | ●     | 3      | 5      | 8        |
| Triathlon          | Triathlon             |        |        |        | 2      |        | 1      |        |        |       |       |       |       |       |       |       |       |       |        |        | 3        |
| Voile              | Voile                 |        |        |        |        |        |        |        |        |       |       | ●     | ●     | ●     | ●     | ●     | ●     | 7     | 4      |        | 11       |
| Volleyball         | Beach-volley          | ●      | ●      | ●      | ●      | ●      | ●      | 2      |        |       |       |       |       |       |       |       |       |       |        |        | 2        |
| Volleyball         | Volley en salle       |        |        |        |        |        |        |        | ●      | ●     | ●     | ●     | 1     |       |       | ●     | ●     | ●     | ●      | 1      | 2        |
| Nombre d'épreuves  | Nombre d'épreuves     |        |        |        | 21     | 21     | 30     | 23     | 11     | 15    | 21    | 13    | 32    | 11    | 17    | 29    | 32    | 50    | 71     | 22     | 419      |
| Total cumulé       | Total cumulé          |        |        |        | 21     | 42     | 72     | 95     | 106    | 121   | 142   | 155   | 187   | 198   | 215   | 244   | 276   | 326   | 397    | 419    | NC       |
|                    |                       | 24 Mer | 25 Jeu | 26 Ven | 27 Sam | 28 Dim | 29 Lun | 30 Mar | 31 Mer | 1 Jeu | 2 Ven | 3 Sam | 4 Dim | 5 Lun | 6 Mar | 7 Mer | 8 Jeu | 9 Ven | 10 Sam | 11 Dim | Épreuves |

### Tableau des médailles
- Tableau des médailles après les déclassements pour dopage[2]

| Rang  | Nation                    | Or  | Argent | Bronze | Total |
| ----- | ------------------------- | --- | ------ | ------ | ----- |
| 1     | États-Unis                | 122 | 86     | 85     | 293   |
| 2     | Brésil                    | 54  | 45     | 69     | 168   |
| 3     | Mexique                   | 37  | 39     | 62     | 138   |
| 4     | Canada                    | 35  | 65     | 52     | 152   |
| 5     | Argentine                 | 33  | 34     | 34     | 101   |
| 6     | Cuba                      | 33  | 28     | 39     | 100   |
| 7     | Colombie                  | 27  | 24     | 31     | 82    |
| 8     | Chili                     | 13  | 19     | 18     | 50    |
| 9     | République dominicaine    | 11  | 12     | 17     | 40    |
| 10    | Pérou                     | 11  | 7      | 23     | 41    |
| 11    | Équateur                  | 10  | 7      | 15     | 32    |
| 12    | Venezuela                 | 9   | 14     | 20     | 43    |
| 13    | Jamaïque                  | 6   | 6      | 7      | 19    |
| 14    | Porto Rico                | 5   | 5      | 14     | 24    |
| 15    | Salvador                  | 3   | 0      | 1      | 4     |
| 16    | Guatemala                 | 2   | 9      | 8      | 19    |
| 17    | Trinité-et-Tobago         | 1   | 7      | 3      | 11    |
| 18    | Paraguay                  | 1   | 3      | 1      | 5     |
| 19    | Bolivie                   | 1   | 2      | 2      | 5     |
| 20    | Grenade                   | 1   | 1      | 0      | 2     |
| 21    | Costa Rica                | 1   | 0      | 4      | 5     |
| 22    | Sainte-Lucie              | 1   | 0      | 1      | 2     |
| 23    | Barbade                   | 1   | 0      | 0      | 1     |
| 23    | Îles Vierges britanniques | 1   | 0      | 0      | 1     |
| 25    | Uruguay                   | 0   | 4      | 4      | 8     |
| 26    | Antigua-et-Barbuda        | 0   | 1      | 2      | 3     |
| 27    | Honduras                  | 0   | 1      | 1      | 2     |
| 28    | Panama                    | 0   | 0      | 4      | 4     |
| 29    | Nicaragua                 | 0   | 0      | 3      | 3     |
| 30    | Aruba                     | 0   | 0      | 1      | 1     |
| 30    | Bahamas                   | 0   | 0      | 1      | 1     |
| Total | Total                     | 419 | 419    | 522    | 1360  |

## Dopage
| Date officiel du déclassement                                                       | Sport/Épreuve                        | Athlète (CNO)                | Médaille d'or | Médaille d'argent | Médaille de bronze | Total | Commentaires |
| ----------------------------------------------------------------------------------- | ------------------------------------ | ---------------------------- | ------------- | ----------------- | ------------------ | ----- | --- |
| Liste des changements officiels dans le classement des médailles (pendant les Jeux) |                                      |                              |               |                   |                    |       | |
| 11 août 2019                                                                        | Bowling Double hommes                | Porto Rico DSQ               | −1            |                   |                    | −1    | Jean Pérez Faure, membre de l'équipe portoricaine qui a remporté la médaille d'or en double masculin, a été testé positif au dopage à la chlortalidone, un diurétique interdit. La Panam Sports Disciplinary Commission a annoncé ce résultat positif le jour de la clôture des Jeux de Lima, le 11 août 2019. En conséquence, le duo portoricain perd l'or, qui revient aux États-Unis. La Colombie obtient l'argent et le bronze revient à l'équipe du Mexique. |
| 11 août 2019                                                                        | Bowling Double hommes                | États-Unis                   | +1            | −1                |                    | 0     | Jean Pérez Faure, membre de l'équipe portoricaine qui a remporté la médaille d'or en double masculin, a été testé positif au dopage à la chlortalidone, un diurétique interdit. La Panam Sports Disciplinary Commission a annoncé ce résultat positif le jour de la clôture des Jeux de Lima, le 11 août 2019. En conséquence, le duo portoricain perd l'or, qui revient aux États-Unis. La Colombie obtient l'argent et le bronze revient à l'équipe du Mexique. |
| 11 août 2019                                                                        | Bowling Double hommes                | Colombie                     |               | +1                | −1                 | 0     | Jean Pérez Faure, membre de l'équipe portoricaine qui a remporté la médaille d'or en double masculin, a été testé positif au dopage à la chlortalidone, un diurétique interdit. La Panam Sports Disciplinary Commission a annoncé ce résultat positif le jour de la clôture des Jeux de Lima, le 11 août 2019. En conséquence, le duo portoricain perd l'or, qui revient aux États-Unis. La Colombie obtient l'argent et le bronze revient à l'équipe du Mexique. |
| 11 août 2019                                                                        | Bowling Double hommes                | Mexique                      |               |                   | +1                 | +1    | Jean Pérez Faure, membre de l'équipe portoricaine qui a remporté la médaille d'or en double masculin, a été testé positif au dopage à la chlortalidone, un diurétique interdit. La Panam Sports Disciplinary Commission a annoncé ce résultat positif le jour de la clôture des Jeux de Lima, le 11 août 2019. En conséquence, le duo portoricain perd l'or, qui revient aux États-Unis. La Colombie obtient l'argent et le bronze revient à l'équipe du Mexique. |
| Liste des changements officiels dans le classement des médailles (après les Jeux)   |                                      |                              |               |                   |                    |       | |
| 27 septembre 2019                                                                   | Judo 57 kg femmes                    | Rafaela Silva (BRA) DSQ      | −1            |                   |                    | −1    | Rafaela Silva qui a remporté la médaille d'or dans la catégorie moins de 57 kg femmes, a été testée positive au fénotérol après les Jeux. |
| 27 septembre 2019                                                                   | Judo 57 kg femmes                    | Ana Rosa (DOM)               | +1            | −1                |                    | 0     | Rafaela Silva qui a remporté la médaille d'or dans la catégorie moins de 57 kg femmes, a été testée positive au fénotérol après les Jeux. |
| 27 septembre 2019                                                                   | Judo 57 kg femmes                    | Yadinys Amaris (COL)         |               | +1                | −1                 | 0     | Rafaela Silva qui a remporté la médaille d'or dans la catégorie moins de 57 kg femmes, a été testée positive au fénotérol après les Jeux. |
| 27 septembre 2019                                                                   | Judo 57 kg femmes                    | Anailys Dorvigny (CUB)       |               |                   | +1                 | +1    | Rafaela Silva qui a remporté la médaille d'or dans la catégorie moins de 57 kg femmes, a été testée positive au fénotérol après les Jeux. |
| 26 décembre 2019                                                                    | Aviron Quatre de couple hommes       | Uruguay DSQ                  | −1            |                   |                    | −1    | L'équipe d'Uruguay a été disqualifiée pour dopage. |
| 26 décembre 2019                                                                    | Aviron Quatre de couple hommes       | Argentine                    | +1            | −1                |                    | 0     | L'équipe d'Uruguay a été disqualifiée pour dopage. |
| 26 décembre 2019                                                                    | Aviron Quatre de couple hommes       | Cuba                         |               | +1                | −1                 | 0     | L'équipe d'Uruguay a été disqualifiée pour dopage. |
| 26 décembre 2019                                                                    | Aviron Quatre de couple hommes       | Mexique                      |               |                   | +1                 | +1    | L'équipe d'Uruguay a été disqualifiée pour dopage. |
| 26 décembre 2019                                                                    | Karaté 84 kg hommes                  | Carlos Sinisterra (COL) DSQ  | −1            |                   |                    | −1    | Carlos Sinisterra a été disqualifié pour dopage. |
| 26 décembre 2019                                                                    | Karaté 84 kg hommes                  | Kamran Madani (USA)          | +1            | −1                |                    | 0     | Carlos Sinisterra a été disqualifié pour dopage. |
| 26 décembre 2019                                                                    | Karaté 84 kg hommes                  | Alan Ever Cuevas (MEX)       |               | +1                | −1                 | 0     | Carlos Sinisterra a été disqualifié pour dopage. |
| 26 décembre 2019                                                                    | Boxe 75 kg femmes                    | Jessica Caicedo (COL) DSQ    | −1            |                   |                    | −1    | Jessica Caicedo a été disqualifiée pour dopage. |
| 26 décembre 2019                                                                    | Boxe 75 kg femmes                    | Naomi Graham (USA)           | +1            | −1                |                    | 0     | Jessica Caicedo a été disqualifiée pour dopage. |
| 26 décembre 2019                                                                    | Boxe 75 kg femmes                    | Tammara Thibeault (CAN)      |               | +1                | −1                 | 0     | Jessica Caicedo a été disqualifiée pour dopage. |
| 26 décembre 2019                                                                    | Boxe 75 kg femmes                    | Érika Pachito (ECU)          |               |                   | +1                 | +1    | Jessica Caicedo a été disqualifiée pour dopage. |
| 26 décembre 2019                                                                    | Lutte Gréco-romaine 67 kg hommes     | Shalom Villegas (VEN) DSQ    |               | −1                |                    | −1    | Shalom Villegas a été disqualifié pour dopage. |
| 26 décembre 2019                                                                    | Lutte Gréco-romaine 67 kg hommes     | Manuel López (MEX)           |               | +1                | −1                 | 0     | Shalom Villegas a été disqualifié pour dopage. |
| 26 décembre 2019                                                                    | Lutte Gréco-romaine 67 kg hommes     | Nilton Soto (PER)            |               |                   | +1                 | +1    | Shalom Villegas a été disqualifié pour dopage. |
| 26 décembre 2019                                                                    | Athlétisme Lancer du disque femmes   | Andressa de Morais (BRA) DSQ |               | −1                |                    | −1    | Andressa de Morais a été disqualifiée pour dopage. |
| 26 décembre 2019                                                                    | Athlétisme Lancer du disque femmes   | Fernanda Martins (BRA)       |               | +1                | −1                 | 0     | Andressa de Morais a été disqualifiée pour dopage. |
| 26 décembre 2019                                                                    | Athlétisme Lancer du disque femmes   | Denia Caballero (CUB)        |               |                   | +1                 | +1    | Andressa de Morais a été disqualifiée pour dopage. |
| 26 décembre 2019                                                                    | Cyclisme Vitesse individuelle hommes | Njisane Phillip (TRI) DSQ    |               | −1                |                    | −1    | Njisane Phillip a été disqualifié pour dopage. |
| 26 décembre 2019                                                                    | Cyclisme Vitesse individuelle hommes | Kevin Quintero (COL)         |               | +1                | −1                 | 0     | Njisane Phillip a été disqualifié pour dopage. |
| 26 décembre 2019                                                                    | Cyclisme Vitesse individuelle hommes | Hersony Canelón (VEN)        |               |                   | +1                 | +1    | Njisane Phillip a été disqualifié pour dopage. |
| 26 décembre 2019                                                                    | Cyclisme Vitesse par équipes hommes  | Trinité-et-Tobago DSQ        | −1            |                   |                    | −1    | Njisane Phillip et Kacio Fonseca ont été disqualifiés pour dopage. |
| 26 décembre 2019                                                                    | Cyclisme Vitesse par équipes hommes  | Colombie                     | +1            | −1                |                    | 0     | Njisane Phillip et Kacio Fonseca ont été disqualifiés pour dopage. |
| 26 décembre 2019                                                                    | Cyclisme Vitesse par équipes hommes  | Mexique                      |               | +1                |                    | +1    | Njisane Phillip et Kacio Fonseca ont été disqualifiés pour dopage. |
| 26 décembre 2019                                                                    | Cyclisme Vitesse par équipes hommes  | Brésil DSQ                   |               |                   | −1                 | −1    | Njisane Phillip et Kacio Fonseca ont été disqualifiés pour dopage. |
| 26 décembre 2019                                                                    | Cyclisme Vitesse par équipes hommes  | Pérou                        |               |                   | +1                 | +1    | Njisane Phillip et Kacio Fonseca ont été disqualifiés pour dopage. |